# Дзуарикау (Фиагдонское сельское поселение)
Дзуарикау — село в Алагирском районе Республики Северная Осетия-Алания. Входит в состав Фиагдонского сельского поселения.

## Географическое положение
Расположено в верховье безымянного ручья, правого притока реки Фиагдон, в 2 км к северо-востоку от центра сельского поселения посёлка Верхний Фиагдон.
Село иногда называют Горный Дзуарикау, этим подчёркивается его отличие от одноимённого села, расположенного на равнинной местности.

## Население
| 2002 | 2010 | 2021 |
| ---- | ---- | ---- |
| 44   | ↘38  | ↗40  |